# Primo Baran
Pour les articles homonymes, voir Baran.
Primo Baran, né le 1er avril 1943 à Trévise, est un rameur italien.
Il remporte avec Renzo Sambo et le barreur Bruno Cipolla, la médaille d'or du deux avec barreur lors des Jeux olympiques de 1968 à Xochimilco en battant notamment les favoris Néerlandais. Refusé par l'armée de terre italienne, après avoir remporté les Championnats d'Europe en 1967 à Vichy, il demande aux journalistes de ne pas écrire que la fédération leur a offert une montre en or, « Les autres sont des amateurs ». Lors des Jeux, il se reprenait d'un souci respiratoire  qui avait handicapé sa carrière à ses débuts. Il a également remporté une médaille de bronze aux Championnats du monde de 1966 et deux médailles d'argent continentales, toujours sur la même embarcation.